# عباس بازيار (مقاطعة فسا)
عباس بازيار (بالإنجليزية: Tolombeh-ye Abbas Baziar)‏ هي human-geographic territorial entity تقع في فارس في إيران.